# Бужанка (Звенигородський район)
Бужа́нка — село в Україні, у Бужанській сільській громаді Звенигородського району Черкаської області, центр громади. Розташоване за 7 км від селища Лисянка та за 55 км від залізничної станції Багачеве.
Площа населеного пункту — 502 га.
Кількість населення станом на 01.01.2008 р. — 1782 особи, дворів — 831.

## Історія
Поблизу села виявлено поселення трипільської та черняхівської культур, збереглися залишки скіфських курганів.
Існує декілька легенд щодо походження назви села: за однією — від назви р. Буржа, за іншою — від назви переселенців з р. Південний Буг — бужан, які тікали від польського гніту.
Лаврентій Похилевич у «Сказании о населенных местностях Киевской губернии» 1864 року пише: "Бужанка, село на правой стороне Тикича, между местечками Бояркой и Лысянкой. С восточной и западной стороны села впадают в Тикич два ручья: Бужанка и Жабьянка. Жителей обоего пола: православных 1100, римских католиков 44. В селении Бужанке, славящемся своим красивым местоположением, построен дворец владелицы, и потому Звенигородское ее имение часто называется Бужанским ключом.
Церква Воздвиженська, дерев'яна, 5-го класу, землі мають 44 десятини; побудована в 1775 р.
У 1851 р. в селі збудовано цукроварню, на якій до 2000 р. переробляли солодкий корінь. У 2006 р. до заводу підведено природний газ, що дало змогу підприємству продовжити виробництво цукру упродовж сезону 2006—2007 рр.
У Бужанці діяли гуральня та цегельня. У 1855 р. на кошти С. К. Потоцької відкрито церкву Святої Софії. У цей час населення становило 1899 осіб. Частина населення працювала на місцевих заводах, інші ходили на заробітки до Херсонщини та Катеринославщини.
У кінці 19 ст. — на початку 20 ст. село перейшло у власність до графа А. А. Потоцького, у ньому господарював Ф. П. Сирочинський. Із 2432 десятин землі селянам належало лише 829. У цей час на території села збудовано 6 водяних і 7 вітряних млинів, три кузні, лікарня, магазин.
У 1900 р. в с. Бужанка діяли православна церква, церковнопарафіяльна школа, цукровий та цегельний заводи.
В 1917 році село входить до складу Української Народної Республіки.
Внаслідок поразки Перших визвольних змагань село надовго окуповане більшовицькими загарбниками.
У 1929 р. створено Бужанську машинно-кінну станцію.
У 1931 р. утворено колгосп ім. 2 п'ятирічки, який пізніше перейменовано в ім. І. Д. Черняхівського.
У роки Голодомору 1932—1933 рр. та репресій у селі померло 900 осіб.
З липня 1941 р. по січень 1944 р. село було окуповане гітлерівськими військами. Під час Корсунь-Шевченківської битви на території Бужанки знищено німецький військовий аеродром.
В Німецько-радянській війні на стороні СРСР брали участь 570 жителів села, 153 з них загинули, 120 були нагороджені урядовими орденами та медалями. У селі було споруджено обеліск Слави на честь воїнів-односельців, які загинули в роки Другої світової війни.
З 24 серпня 1991 року село входить до складу незалежної України.
У червні 1940 р. в селі відкрито дитячий піонерський табір районного значення.
На початку 2000 р. колгосп ім. І. Д. Черняхівського реформований у СТОВ «Бужанське».
136 жителів села відзначено урядовими нагородами. Серед них: В. М. Бутар — орденом Жовтневої революції; В. Ф. Корнієнко, У. П. Новикова, Г. М. Тараненко, Д. Ф. Щербина — орденом Трудового Червоного прапора.

## Населення
Згідно з переписом УРСР 1989 року чисельність наявного населення села становила 1982 особи, з яких 887 чоловіків та 1095 жінок.
За переписом населення України 2001 року в селі мешкало 1966 осіб.

### Мова
Розподіл населення за рідною мовою за даними перепису 2001 року:
| Мова       | Відсоток |
| ---------- | -------- |
| українська | 99,54 %  |
| російська  | 0,31 %   |
| білоруська | 0,05 %   |

## Сьогодення
На сьогодні на території села функціонують загальноосвітня школа 1-3 ступенів, дитячий садок, дільнича лікарня, сільська амбулаторія, Будинок культури, сільський клуб, бібліотека, пошта, відділ зв'язку. Будується церква Віри, Надії, Любові та їх матері Софії, а також діє протестантська церква ЄХБ.

## Пам'ятки
- Березняк — ландшафтний заказник місцевого значення.

## Постаті
- Шеренговий Петро Захарович (1924—2016) — український селекціонер, сортовипробувальник, фітопатолог, кандидат біологічних наук.